# Paint Lake Provincial Park
Paint Lake Provincial Park är en park i Kanada.   Den ligger i provinsen Manitoba, i den sydöstra delen av landet, 1 900 km nordväst om huvudstaden Ottawa. Paint Lake Provincial Park ligger 197 meter över havet.
Terrängen runt Paint Lake Provincial Park är platt. Trakten runt Paint Lake Provincial Park är nära nog obefolkad, med mindre än två invånare per kvadratkilometer.. 